# Parintintin
I Parintintin  sono un gruppo etnico indigeno del Brasile con una popolazione stimata in 418 individui nel 2010 (Funasa).

## Lingua
Parlano la lingua Kagwahiv che appartiene alle lingue tupi-guaraní. Si auto-identificano con il termine Kagwahiv che significa "la nostra gente" mentre il nome Parintintin è stato probabilmente assegnato dai loro nemici "storici", i Mundurucú.

## Insediamenti
Vivono nello stato brasiliano dell'Amazonas, in due territori indigeni omologate nel 1997: Ipixuna e Nove de Janeiro.

## Storia
Insieme ad altri gruppi, i Parintintin sono discendenti del grande gruppo dei Kagwahiva  (o Cabahyba) che abitavano le sorgenti del fiume Tapajós tra il XVIII e il XIX secolo. Secondo Carl Friedrich von Martius, i Kagwahiva facevano a loro volta parte del più ampio gruppo dei "Tupi centrali", che comprendeva al suo interno anche i Kaiabi e gli Apiaká.
A seguito dei contatti con i brasiliani negli anni quaranta del XX secolo, una popolazione complessiva di circa 4.000 individui si ridusse a 120 dopo il secondo boom del caucciù e la costruzione dell'autostrada trans-amazzonica negli anni settanta. Un'ulteriore colonizzazione del bacino amazzonico portò alla diffusione di malattie per le quali i Parintintin non erano preparati. Negli anni seguenti hanno dovuto anche fronteggiare gli eventuali impatti sul territorio causati dal complesso idroelettrico di Madeira.